# Joseph Passalacqua
Joseph Caspare Ludovico Passalacqua (Trieste, 1797 – Berlino, 1865) è stato un egittologo italiano.

## Biografia
Nacque a Trieste nel febbraio 1797 (battezzato il 26), figlio del mercante Pietro Passalacqua e di Regina Marchetti. Da ragazzo, probabilmente, assistette il padre nel negozio di generi di Sicilia, che chiuse nel 1809. Successivamente continuò a svolgere l'attività di mercante, come riferisce il giornale triestino L'Osservatore Triestino: «nella sua giovinezza non fu che dedicato al commercio».

Nel 1820 abbandonò la città natia a causa di «disavventure della sua famiglia», trasferendosi in Egitto. Condusse scavi archeologici dal 1821 al 1826 in vari siti, ma principalmente presso la necropoli tebana. Particolarmente importante fu la sua scoperta di una camera sepolcrale intatta, avvenuta il 4 dicembre 1823: egli stesso ne parlò in dettaglio in un catalogo pubblicato nel 1826.

Lasciato l'Egitto, trascorse circa un anno a Parigi, dove sperava di vendere la sua collezione di antichità egizie al Louvre. La sua raccolta fu esposta nella Galleria Vivienne, che lo rese conosciuto in tutta l'Europa e gli procurò la collaborazione con diversi studiosi e scienziati, tra cui i fratelli Champollion. Durante il soggiorno parigino fece un'altra importante scoperta, particolarmente utile per la papirologia: riuscì a separare i fogli di papiro che costituivano il cartonnage, così da permetterne la lettura.

Il Louvre decise di non acquistare la sua collezione, così la vendette al re di Prussia Friedrich Wilhelm III. Nel 1828 si trasferì a Berlino, dove fu assunto come primo direttore del Museo Egizio, che fu istituito appositamente per accogliere la sua raccolta di antichità egizie.
Visse a Berlino fino alla morte, avvenuta nel 1865.